# Mariano José de Larra
Mariano José de Larra y Sánchez de Castro (Madrid, 24 de marzo de 1809-Madrid, 13 de febrero de 1837) fue un escritor, periodista y político español. Es considerado, junto con Espronceda, Bécquer, José Zorrilla y Rosalía de Castro, la más alta cota del Romanticismo literario español.
Periodista, crítico satírico y literario, y escritor costumbrista, publicó en prensa más de doscientos artículos a lo largo de ocho años. Impulsó así el desarrollo del género ensayístico. Escribió bajo los seudónimos Fígaro, el Duende, Bachiller y el Pobrecito Hablador. De acuerdo con Iris M. Zavala, Larra representa el «Romanticismo democrático en acción». Lejos de la complacencia en las efusiones del sentimiento, Fígaro sitúa España en el centro de su obra crítica y satírica. Su obra ha de entenderse en el contexto de las Cortes recién nacidas tras la década ominosa (1823-1833), y de la primera guerra carlista (1833-1840). Tras el suicidio de Larra a los veintisiete años de edad, José Zorrilla leyó en su entierro una elegía con la que se dio a conocer.
Las ideas de Larra tienen su origen en la Ilustración española, en especial en José Cadalso, y se mostraron muy influyentes en la posterior generación del 98. En 1901 algunos de los representantes de dicha generación, como Azorín, Unamuno y Baroja, llevaron una corona de flores a su tumba, homenaje que significaba su redescubrimiento y la identificación del grupo con el pensamiento de Larra y su preocupación por España.

## Biografía
Mariano José de Larra nació el 24 de marzo de 1809 en Madrid, en la calle de Segovia, donde estaba situada la antigua Casa de la Moneda. En ella trabajaba su abuelo, Antonio Crispín de Larra y Morán de Navia. Sus padres fueron Mariano de Larra y Langelot y su segunda esposa, María de los Dolores Sánchez de Castro. El padre, que era médico, fue un afrancesado que había ocupado el puesto de cirujano militar en el ejército josefino durante la guerra de la Independencia, por lo que en 1813, cuando el futuro autor tenía cuatro años, su familia tuvo que abandonar el país siguiendo al rey José I Bonaparte y exiliarse, primero en Burdeos y después en París. Gracias a la amnistía decretada por Fernando VII, la familia pudo regresar a España en 1818 y se estableció en Madrid, donde el padre se convirtió en médico personal del infante don Francisco de Paula, uno de los hermanos del rey Fernando.
Larra prosiguió en Madrid los estudios comenzados en Francia, y fue siguiendo a su padre en los destinos que iba ocupando en distintos puntos de España (Corella, 1822-1823; Cáceres, 1823-1824; Aranda de Duero, 1824 en adelante). En 1824 se instaló en Valladolid para estudiar en la universidad. Aunque no se presentó a ningún examen ese curso, en octubre de 1825 aprobó todas las asignaturas. La causa de su no presencia en los exámenes puede deberse a un «acontecimiento misterioso» que alteró su carácter completamente. Posteriormente se ha afirmado que se enamoró de una mujer mucho mayor que él, que resultó ser la amante de su padre. Tras asistir a los exámenes de octubre, dejó los estudios de Valladolid y volvió a Madrid (1825).

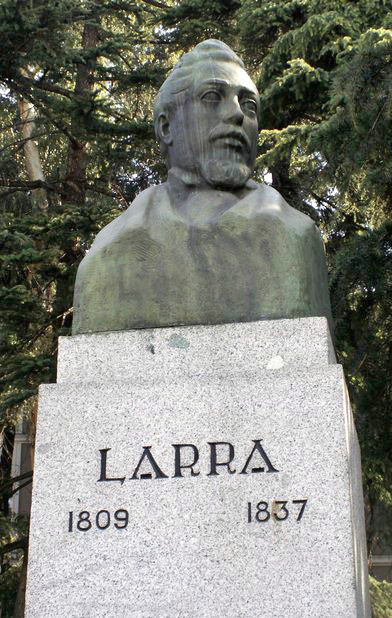
Busto de Larra en la calle de Bailén, en Madrid

Prosigue sus estudios y en 1827 ingresa en los Voluntarios Realistas, cuerpo paramilitar formado por fervientes absolutistas, significados por su participación en la represión contra los liberales. Al tiempo empieza a escribir poesía, fundamentalmente odas y sátiras.
Sin embargo, será el periodismo satírico lo que saque a la luz a Larra. Con diecinueve años, en 1828 Larra publica un folleto mensual llamado El duende satírico del día. Será una serie de cinco cuadernos en la línea de las revistas de ensayos inauguradas en Inglaterra a comienzos del siglo XVIII con The Spectator, de Joseph Addison y Richard Steele, y que en España representan El duende especulativo de la vida civil, El Pensador y El Censor, dedicados a la crítica de la sociedad de su tiempo. Larra firmaría con el seudónimo el Duende. En esta publicación empieza a entreverse el genio satírico que Larra desplegaría posteriormente. Larra no es, sin embargo, un opositor al régimen absolutista (sigue perteneciendo a los Voluntarios Realistas), sino un periodista que, mediante la sátira, critica la situación social y política del momento.[cita requerida]
Larra no está solo, sino que forma parte de un grupo de jóvenes inquietos e inconformes que se reúnen en un café de la calle del Príncipe, en Madrid. La tertulia es bautizada como «El Parnasillo», y la frecuentan Ventura de la Vega, Juan González de la Pezuela, Miguel Ortiz, Juan Bautista Alonso o Bretón de los Herreros. En diciembre de 1828, Larra tiene un enfrentamiento en el café con José María de Carnerero, director del Correo Literario y Mercantil, al que «El duende» había criticado en sus últimos números. Carnerero acude a las autoridades, que cierran la publicación. No obstante, Larra había conseguido ya cierto renombre como agudo observador de las costumbres y de la realidad cultural, social y política del momento.[cita requerida]
El 13 de agosto de 1829 se casó en la iglesia de San Sebastián de Madrid con Josefa Wetoret Velasco. El matrimonio fue desgraciado y acabaría en separación pocos años después; tuvieron sin embargo tres hijos: Luis Mariano de Larra, que fue un afamado libretista de zarzuelas, entre ellas El barberillo de Lavapiés, y Adela y Baldomera, que tenían cinco y cuatro años, respectivamente, cuando Larra se suicidó, en 1837. Adela fue amante de Amadeo de Saboya y Baldomera se casó con el médico del rey, Carlos de Montemar, quien, al renunciar Amadeo al trono, emigró a América y dejó a su esposa con hijos pequeños en Madrid; Baldomera se dedicó a la banca y fue una de las creadoras de la llamada estafa piramidal, por la que fue condenada a prisión; terminó sus días en Argentina, a principios del siglo XX.
Durante 1830, Larra se dedica a la traducción de piezas francesas para el empresario teatral Juan Grimaldi, al tiempo que empieza a escribir las suyas propias (en 1831 estrenaría la comedia costumbrista No más mostrador, inspirada en un vodevil francés). Ese año sería crucial, puesto que conoce a Dolores Armijo, casada con un hijo del conocido abogado Manuel María de Cambronero, con la que iniciaría una tormentosa relación en 1831 (al tiempo que seguía casado con Josefa Wetoret, de la que había tenido su primer hijo, Luis Mariano, en 1830).[cita requerida]

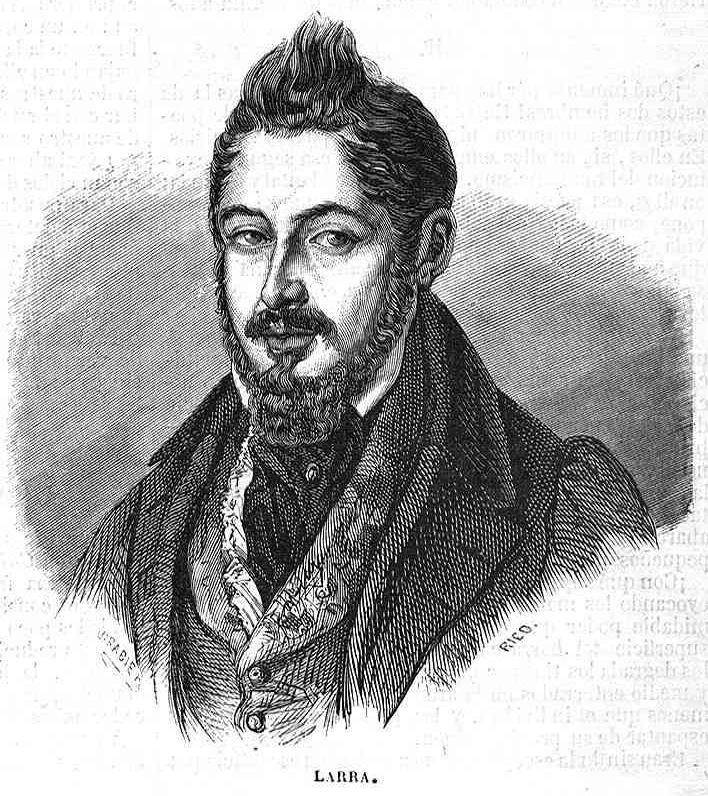
Larra, en la revista El Museo Universal (1857).

En 1832 vuelve al periodismo de crítica social con El Pobrecito Hablador, en el cual escribió con el seudónimo de Juan Pérez de Munguía. En El Pobrecito Hablador, Larra muestra la ilusión ilustrada y progresista de que es posible superar, con la esperanza en el mañana, el castellanismo viejo de un patriotismo anquilosado en el pasado. El Pobrecito Hablador cesa de publicarse en marzo de 1833, varios meses después de que Larra comenzase a colaborar con La Revista Española, periódico de orientación liberal que había nacido en noviembre de 1832, aprovechando que la enfermedad del rey había dejado el Gobierno en manos de la reina María Cristina, abriendo las esperanzas de los liberales. Con el seudónimo de Fígaro, insertaría crítica literaria y política dentro de cuadros costumbristas, al amparo de la relajación auspiciada por la muerte de Fernando VII. Se harán famosos artículos como Vuelva usted mañana, El castellano viejo, Entre qué gentes estamos, En este país y El casarse pronto y mal, entre otros. Más allá de la crítica social, Larra ataca a los carlistas, comprometido con la transformación política del absolutismo al liberalismo y se queja irónicamente de la censura en su artículo "Las palabras":
No sé quién ha dicho que el hombre es naturalmente malo; ¡grande picardía por cierto! Nunca hemos pensado nosotros así: el hombre es un infeliz por más que digan... Por animal que sea, habla y escucha; he aquí precisamente la razón de la superioridad del hombre, me dirá un naturalista: y he aquí precisamente la de su inferioridad, según pienso yo, que tengo más de natural que de naturalista... Todo es positivo y racional en el animal privado de la razón. La hembra no engaña al macho y viceversa, porque, como no hablan, se entienden. El fuerte no engaña al débil, por la misma razón: a la simple vista huye el segundo del primero, y este es el orden y el único orden posible. Déseles el uso de la palabra; en primer lugar necesitarán una academia para que se atribuya el derecho de decirles que tal o cual vocablo no deben significar lo que ellos quieran, sino cualquiera otra cosa: necesitarán sabios, por consiguiente, que se ocupen toda una larga vida en hablar de cómo se ha de hablar: necesitarán escritores que hagan macitos de papeles encuadernados, que llamarán libros, para decir sus opiniones a los demás, a quienes creen que importan... Pondrán nombre a las cosas, y llamando a una robo, a otra mentira, a otra asesinato, conseguirán, no evitarlas, sino llenar de delincuentes los bosques... Deles vds. en fin el uso de la palabra y mentirán: la hembra al macho por amor, el grande al chico por ambición, el igual al igual por rivalidad, el pobre al rico por miedo y por envidia: querrán gobierno como cosa indispensable, y en la clase de él estarán de acuerdo, vive Dios: estos se dejarán degollar porque los mande uno solo, afición que nunca he podido entender: aquellos querrán mandar a uno solo, lo cual no me parece gran triunfo: aquí querrán mandar todos, lo cual ya entiendo perfectamente...
En 1834 publicó la novela histórica El doncel de don Enrique el Doliente, cuyo protagonista es el del drama histórico Macías, prohibido por la censura el año anterior y que se estrena el 24 de septiembre. Ambas se basan en la trágica vida del poeta medieval Macías y en sus amores adúlteros, un argumento que refleja en cierto modo la relación que mantenía con Dolores Armijo. En el verano de 1834, Dolores lo abandona y se va de Madrid, en tanto que se separa de su mujer, embarazada, la cual dará a luz una niña, Baldomera, después de la ruptura (la segunda hija tras Adela, la que habían tenido en 1832).[cita requerida]
En 1835 emprendió un viaje a Lisboa, desde donde embarcó rumbo a Londres y luego a París, pasando antes por Bruselas. En París se quedó varios meses y conoció a Victor Hugo y a Alexandre Dumas. Ese año se había comenzado a publicar en Madrid una recopilación de sus artículos: Fígaro. Colección de artículos dramáticos, literarios, políticos y de costumbres. De regreso en Madrid, trabajó para el periódico El Español. En esta época, la preocupación política dominaba en sus escritos. Larra apoya al principio al gobierno de Mendizábal, sin embargo comienza a criticarle al observar que la desamortización redunda en perjuicio de los más necesitados. Tras la caída del gobierno de Mendizábal, decidió intervenir en la política activa a favor de los moderados, presentando su candidatura por Ávila el 18 el junio de 1836. No es casual el hecho de que Dolores Armijo, la protagonista de su trágica pasión, viva en Ávila por aquel entonces bajo la tutela de su tío Alfonso Carrero, intendente de la ciudad. Su participación en política se inicia tras la disolución de las Cortes, cuando Larra envía un artículo a El Español titulado Un procurador o la intriga honrada, que no se publica. El escritor protesta por la censura del Gobierno, y la polémica concluye con un acta de diputado cunero como pago por su silencio. Ceruti, secretario general del gobierno civil y principal representante en Ávila de sus intereses amorosos y políticos, fracasa en su intento de restablecer sus relaciones con Dolores; pero crea un entramado de intrigas que condujo a su victoria electoral como candidato por Ávila, a cambio de concesiones a una serie de personajes de relieve en la ciudad, entre ellos el tío de Dolores, con una larga hoja de servicios en Hacienda.

Su creciente desaliento e inconformidad ante el curso de la sociedad y la política españolas, junto con el dolor que le produjo su separación definitiva de Dolores Armijo (Larra la había visitado en Ávila en febrero de 1836, sin conseguir ningún resultado positivo) quedaron reflejados en sus últimos artículos. Quizá el más notable es El día de difuntos de 1836, publicado en El Español, en el que detrás de su habitual ironía aparecía un hondo pesimismo.
El pacto del periodista, de claras simpatías republicanas, con un Gobierno formado con base en las intrigas palaciegas con la Regente y apoyado en elementos militares ultraconservadores, le supuso un auténtico descalabro personal y político. Tras los sucesos del motín de la Granja de San Ildefonso, se encuentra entre las redes de la oposición y la represalia de sus antiguos correligionarios. Su índice de lectores descendió de forma estrepitosa, y en sendas cartas a Pepita y Dolores habla de los peligros que corre y grita «no puedo resistir a la calumnia y a la infamia».

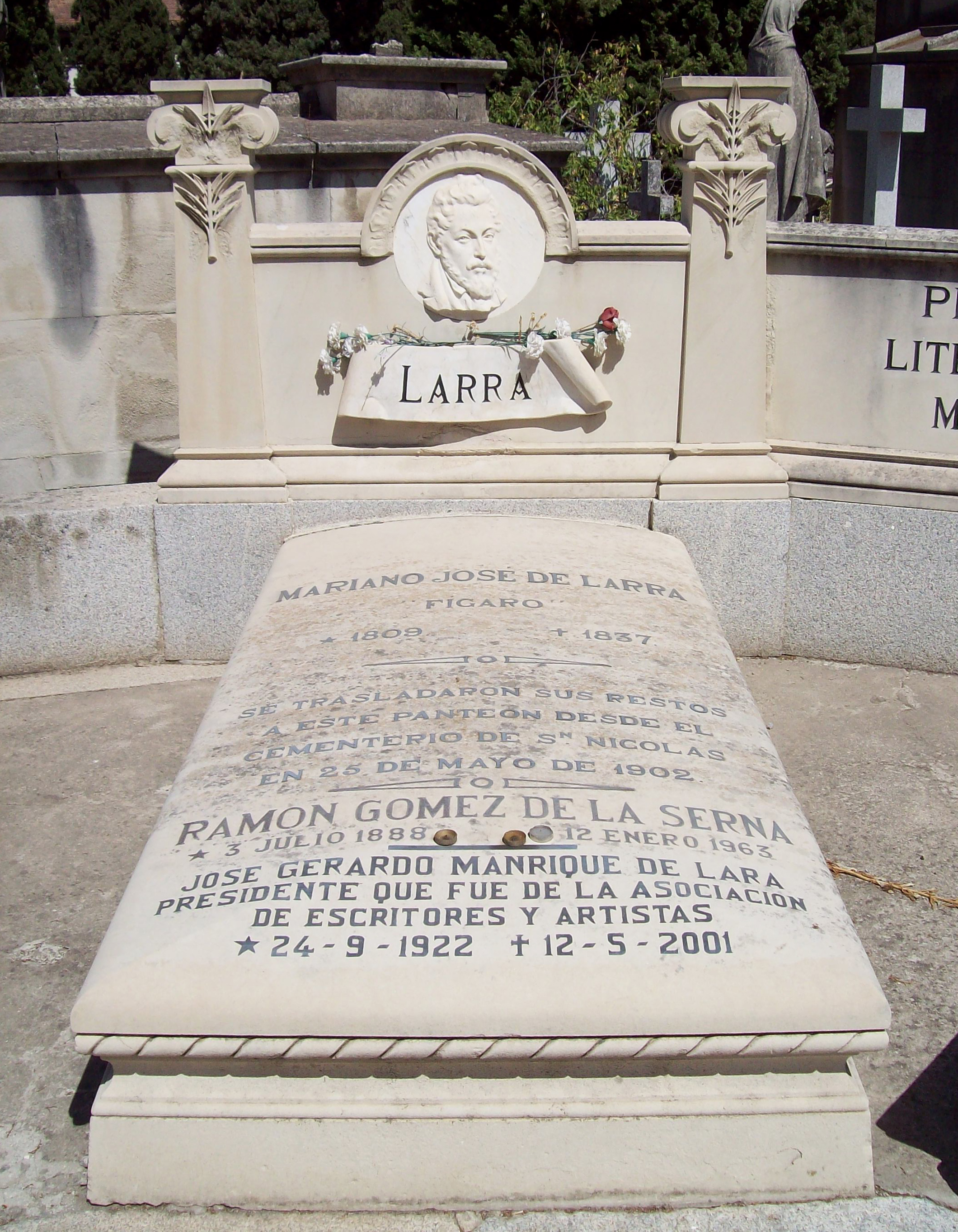
Actual tumba de Larra en el cementerio de San Justo, en Madrid.

En la noche del 13 de febrero de 1837, Dolores Armijo, acompañada de su cuñada, lo visitó en su casa de la madrileña calle de Santa Clara, comunicándole que no había ninguna posibilidad de acuerdo y que venía a recuperar las cartas que le había enviado. Apenas habían salido las dos mujeres de la casa, cuando Larra decidió poner fin a su vida suicidándose de un disparo en la sien dos semanas antes de cumplir los veintiocho años, derruido por la desesperación e impotencia que le suponía no ser capaz de cambiar su situación personal ni la de su país. Su cuerpo fue encontrado por su hija Adela.
El gran Fígaro estuvo a punto de tener uno de los más humillantes post mortem de la época, el entierro de misericordia, de no haber mediado la Juventud Literaria, que costeó el sepelio. Y así, su entierro, el día 15, resultó comparativamente ‘multitudinario’. Mientras el cadáver era introducido en un nicho del cementerio madrileño del Norte (situado detrás de la glorieta de Quevedo), el entonces joven poeta José Zorrilla leyó un emotivo poema dedicado a Larra. En 1842 fueron trasladados sus restos a la Sacramental de San Nicolás, que estaba situada en la calle de Méndez Álvaro (Madrid). En mayo de 1902 se volvieron a trasladar los restos a la madrileña Sacramental de San Justo, San Millán y Santa Cruz, depositándolos en el Panteón de Hombres Ilustres de la Asociación de Escritores y Artistas Españoles, donde se han seguido celebrando homenajes en su recuerdo, como el ocurrido en 2009 para conmemorar el bicentenario del nacimiento del escritor, encabezando el acto el escritor Juan Van-Halen, presidente de la Asociación de Escritores y Artistas Españoles, y Jesús Miranda de Larra, descendiente y biógrafo de Larra.

## Significado
Larra fue un eminente articulista, con una gran claridad y vigor en su prosa. En este terreno, solo tiene como precedentes a Quevedo en el siglo XVII o a Feijoo, José Cadalso y Jovellanos en el XVIII. En sus artículos combate la organización del Estado, ataca al absolutismo y al carlismo, se burla de la sociedad, y rechaza la vida familiar. Los males de España, que identifica con la ignorancia, el atraso, la falta de educación y de cultura, son el tema central de su obra crítica y satírica. Descontento con el país y con sus hombres, escribe artículos críticos (En este país, El castellano viejo, El día de difuntos de 1836, Vuelva usted mañana...), contra la censura (Lo que no se puede decir no se debe decir), la pena capital (Los barateros o El desafío y la pena de muerte), contra el pretendiente carlista (¿Qué hace en Portugal su majestad?) y el carlismo (Nadie pase sin hablar al portero) y contra el uso incorrecto del lenguaje (Por ahora, Cuasi, Las palabras). También cultivó la novela histórica (El doncel de don Enrique el Doliente) y la tragedia (Macías).

## Larra como personaje literario
La literatura posterior ha tomado a Larra como personaje habitual: Francisco Umbral (Larra, anatomía de un dandy, 1965), Francisco Nieva (Sombra y quimera de Larra, 1976); Antonio Buero Vallejo (La detonación, 1977); Juan Eduardo Zúñiga (Flores de plomo, Alfaguara, 1999), así como el libro de Nino Quevedo (Lunes de carnaval. Las últimas horas de Larra).

## Obras
- Obras completas de D. Mariano José de Larra, Montaner y Simón, Barcelona, obra principal. (1886)
- Macías: drama histórico que muestra el amor contrariado por el destino, que lleva a la muerte.
- El doncel de don Enrique el Doliente: Novela histórica ambientada en la Edad Media, según la costumbre romántica. En ella Larra retoma el tema de su drama Macías.
- El conde Fernán González y la exención de Castilla, drama histórico ambientado en la independencia del condado de Castilla.[14]